# Télectroscope

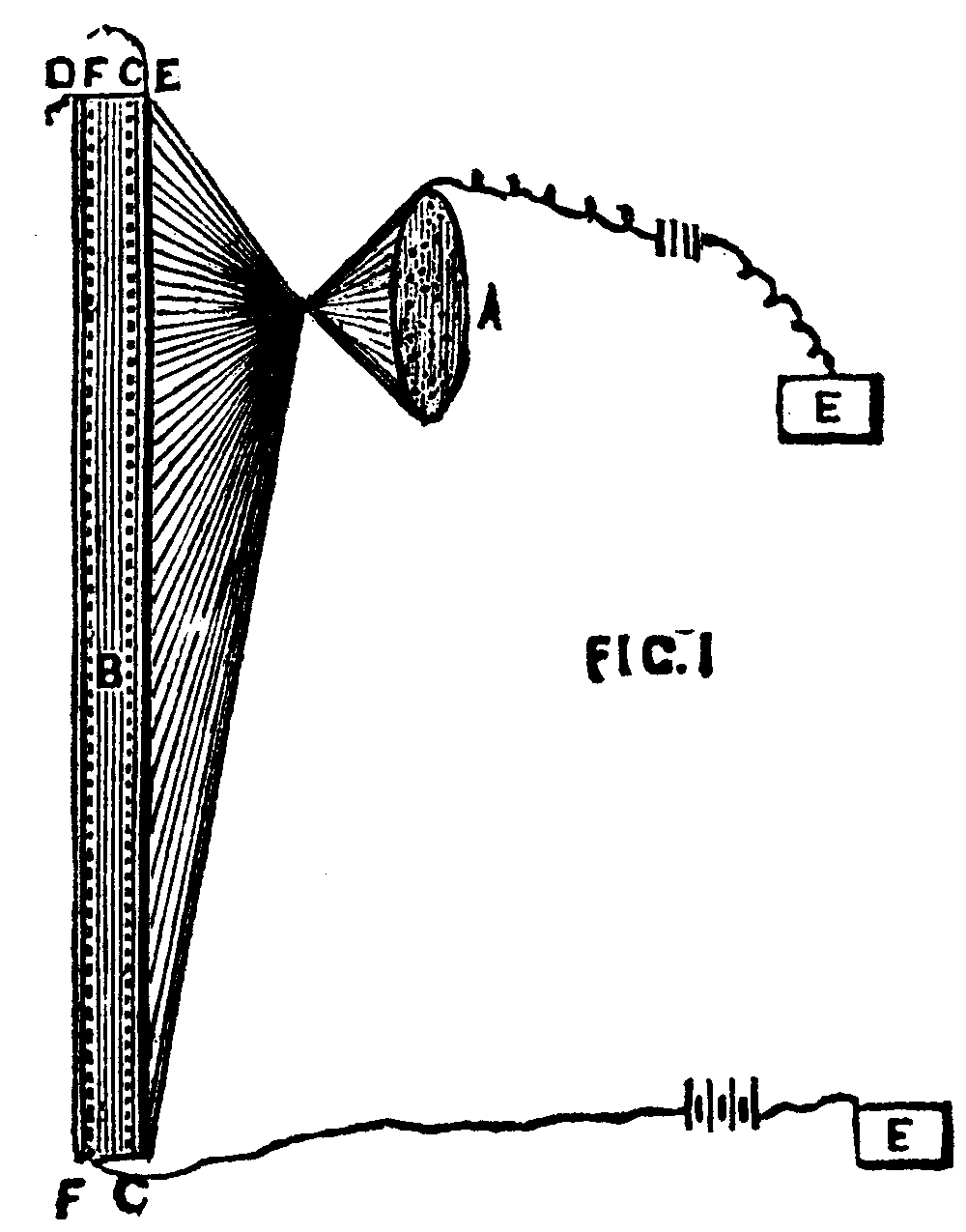
Télectroscope de Constantin Senlecq, Scientific American Supplement No. 275, 9 avril 1881.

Le terme télectroscope a été utilisé en 1877 par l'abbé Moigno, aussi mathématicien et vulgarisateur, et en 1878 par le journaliste scientifique Louis Figuier pour désigner un appareil de vision à distance (attribué de manière erronée à Graham Bell), qui pourrait être utilisé conjointement avec le téléphone (dont les brevets venaient d'être déposés aux États-Unis par le même Graham Bell). Les deux hommes citent la presse de Boston comme origine de l’information, mais elle est potentiellement en lien avec l’article « The Electroscope » publié dans le quotidien new-yorkais The Sun du 30 mars 1877.
Le terme et ses traductions ont été utilisés par divers inventeurs de la fin du XIXe siècle (de George R. Carey, Adriano de Paiva, Constantin Senlecq, Szczepanik ...) pour désigner leurs appareils respectifs. Il est tombé en désuétude après l'introduction, en 1900, du terme télévision.
Il s'agit apparemment d'un mot-valise formé du préfixe télé- signifiant « loin » en grec et de l'élément électro évoquant l'électricité, le tout suivi de scope évoquant la vision (télescope,...).

## Installations artistiques
L'artiste Paul St George a créé en 2008, à l'occasion des 125 ans du pont de Brooklyn, une œuvre baptisée Telectroscope. Il s'agit d'un procédé de télévision en haute définition reliant New York à Londres : les gens qui passent devant les écrans peuvent se saluer, ils se voient comme s'ils étaient tout proches, en revanche ils ne peuvent pas communiquer autrement que de manière visuelle. Une installation similaire, le Portail New York–Dublin, a été mise en place en mai 2024.

## Source
1. ↑  Abbé Moigno, ΚΟΣΜΟΣ (Cosmos), Les Mondes, revue hebdomadaire des Sciences et de leurs applications aux Arts et à l’Industrie, Paris,‎ 1877, p. 333
2. ↑  Louis Figuier, L’année scientifique et industrielle, vingt et unième année (1877), Paris, 1878, p. 80-81
3. ↑  (en) « The Electroscope » (Article de presse quotidienne), The Sun, New York,‎ 30 mars 1877, p. 1, haut de la 6e colonne (lire en ligne , consulté le 30 mai 2024)
4. ↑  Le « télectroscope », un tunnel pour communiquer entre Londres et New York, sur Batiactu.com.

- Histoire de la télévision, énormément de documents d'époque sur le télectroscope.